# Platypelis tetra
Platypelis tetra  — вид земноводних роду Platypelis родини Microhylidae.

## Назва
Видова назва tetra походить від грецького tetra, що означає чотири, з посиланням на чотири яскравих плями на спині.

## Опис
Тіло завдовжки 16-18 мм.

## Поширення
Вид є ендеміком Мадагаскару. Поширений на північному сході країни у нагір'ї Анжанахарібе-Суд та на півострові Масоала. Населяє тропічні та субтропічні низовинні дощові ліси.